# Fontiès-d’Aude
Fontiès-d’Aude  ist eine französische Gemeinde mit 555 Einwohnern (Stand 1. Januar 2022) im Département Aude in der Region Okzitanien. Sie gehört zum Arrondissement Carcassonne und zum Kanton La Montagne d’Alaric.

## Nachbargemeinden
Nachbargemeinden von Fontiès-d’Aude  sind Bouilhonnac im Nordosten, Trèbes im Südosten, Berriac im Südwesten und Villalier im Nordwesten.

## Bevölkerungsentwicklung
| Jahr      | 1793 | 1851 | 1901 | 1962 | 1968 | 1975 | 1982 | 1990 | 1999 | 2013 | 2017 |
| Einwohner | 190  | 260  | 292  | 322  | 311  | 239  | 281  | 336  | 367  | 414  | 481  |

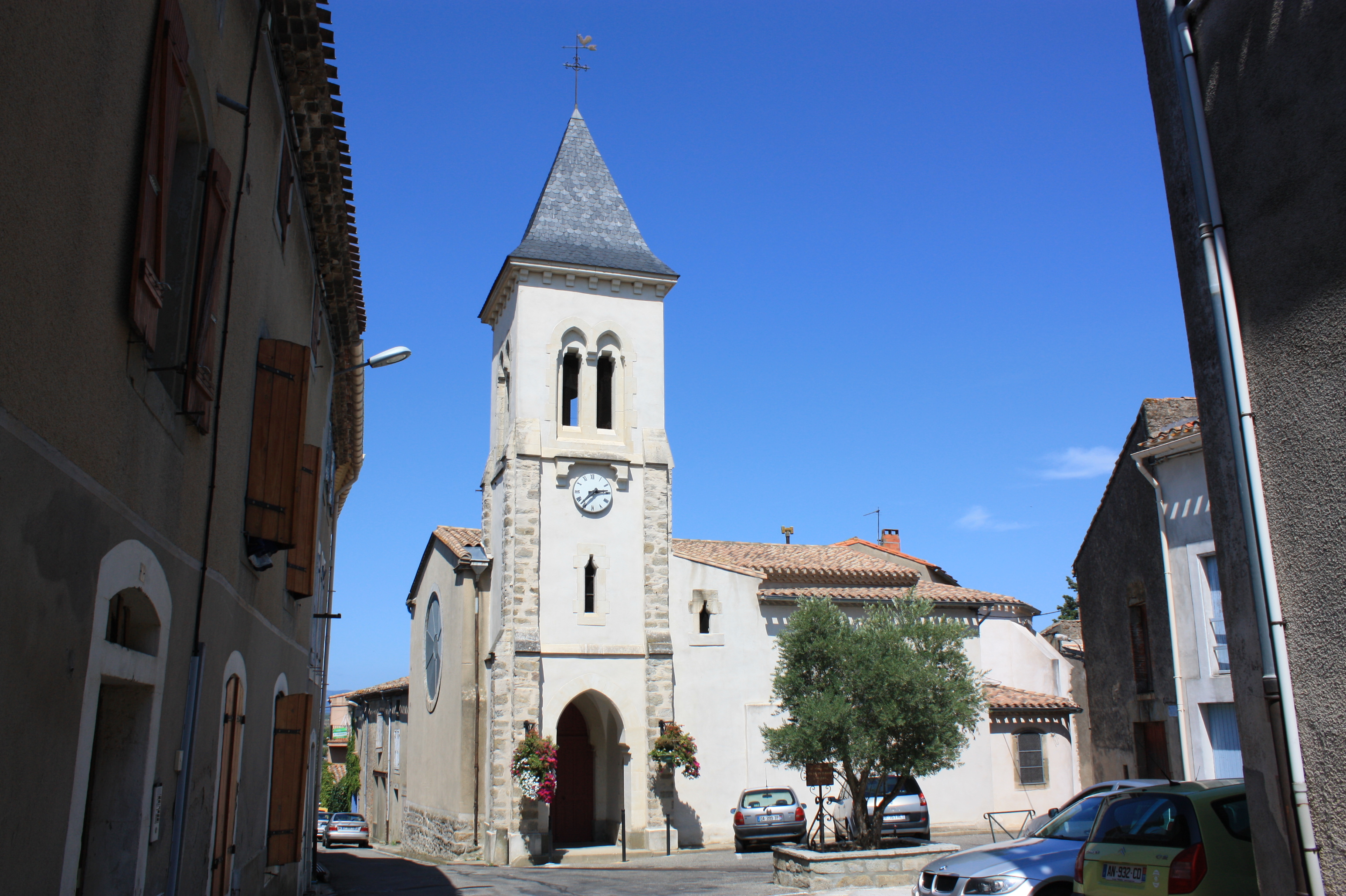
Kirche Saint-Marcel
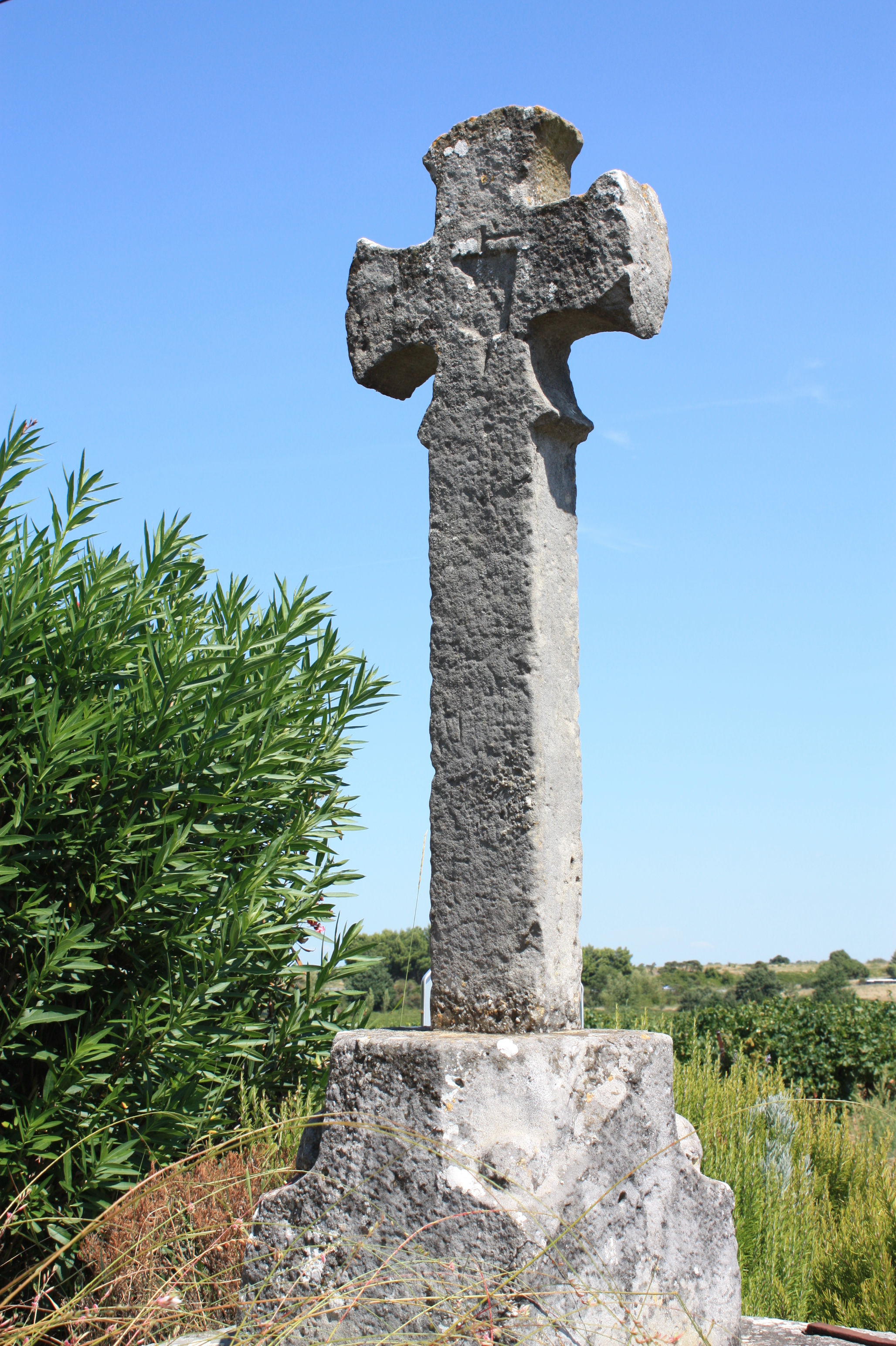
Monumentalkreuz, Monument historique